# Isochilus langlassei
Isochilus langlassei är en orkidéart som beskrevs av Rudolf Schlechter. Isochilus langlassei ingår i släktet Isochilus och familjen orkidéer. Inga underarter finns listade i Catalogue of Life.